# Atletisme als Jocs Olímpics d'Estiu de 1980
Als Jocs Olímpics d'Estiu de 1980 celebrats a la ciutat de Moscou (en aquells moments Unió Soviètica) es disputaren 38 proves atlètiques, 24 en categoria masculina i 14 en categoria femenina. Les proves es disputaren a l'Estadi Central Lenin entre els dies 24 de juliol i 1 d'agost de 1980.
Hi participaren un total de 960 atletes, entre ells 694 homes i 266 dones, de 70 comitès nacionals diferents.

## Resum de medalles

### Categoria masculina
| Prova                          | Or                                                                                       | Or           | Argent                                                                   | Argent  | Bronze                                                             | Bronze  |
| 100 m Detalls                  | Allan Wells                                                                              | 10.25        | Silvio Leonard                                                           | 10.25   | Petar Petrov                                                       | 10.42   |
| 200 m Detalls                  | Pietro Mennea                                                                            | 20.19        | Allan Wells                                                              | 20.21   | Don Quarrie                                                        | 20.29   |
| 400 m Detalls                  | Viktor Markin                                                                            | 44.60        | Rick Mitchell                                                            | 44.84   | Frank Schaffer                                                     | 44.87   |
| 800 m Detalls                  | Steve Ovett                                                                              | 1:45.40      | Sebastian Coe                                                            | 1:45.85 | Nikolay Kirov                                                      | 1:45.94 |
| 1.500 m Detalls                | Sebastian Coe                                                                            | 3:38.4       | Jürgen Straub                                                            | 3:38.8  | Steve Ovett                                                        | 3:38.9  |
| 5.000 m Detalls                | Miruts Yifter                                                                            | 13:20.9      | Suleiman Nyambui                                                         | 13:21.6 | Kaarlo Maaninka                                                    | 13:22.0 |
| 10.000 m Detalls               | Miruts Yifter                                                                            | 27:42.6      | Kaarlo Maaninka                                                          | 27:44.2 | Mohamed Kedir                                                      | 27:44.6 |
| Marató Detalls                 | Waldemar Cierpinski                                                                      | 2:11:03      | Gerard Nijboer                                                           | 2:11:20 | Setymkul Dzhumanazarov                                             | 2:11:35 |
| 110 m tanques Detalls          | Thomas Munkelt                                                                           | 13.39        | Alejandro Casañas                                                        | 13.40   | Aleksandr Puchkov                                                  | 13.44   |
| 400 m tanques Detalls          | Volker Beck                                                                              | 48.70        | Vasili Arkhipenko                                                        | 48.86   | Gary Oakes                                                         | 49.11   |
| 3.000 m obstacles Detalls      | Bronislaw Malinowski                                                                     | 8:09.70      | Filbert Bayi                                                             | 8:12.48 | Eshetu Tura                                                        | 8:13.57 |
| 4x100 m relleus Detalls        | Unió SovièticaVladimir Muravyov · Nikolay Sidorov · Andrey Prokofyev · Aleksandr Aksinin | 38.26        | PolòniaZenon Licznerski · Leszek Dunecki · Marian Woronin · K. Zwoliński | 38.33   | FrançaPatrick Barre Pascal Barre Hermann Panzo Antoine Richard     | 38.53   |
| 4x400 m relleus Detalls        | Unió SovièticaViktor Markin · Remigijus Valiulis · Mikhail Linge · N. Chernetsky         | 3:01.08      | RDAKlaus Thiele · Andreas Knebel · Frank Schaffer · Volker Beck          | 3:01.26 | ItàliaRoberto Tozzi Mauro Zuliani Stefano Malinverni Pietro Mennea | 3:04.54 |
| 20 km marxa Detalls            | Maurizio Damilano                                                                        | 1:23:35      | Piotr Pochinchuk                                                         | 1:25:45 | Roland Wieser                                                      | 1:25:58 |
| 50 km marxa Detalls            | Hartwig Gauder                                                                           | 3:49.24      | Jordi Llopart                                                            | 3:51.25 | Evgeni Ivchenko                                                    | 3:56.32 |
| Salt de llargada Detalls       | Lutz Dombrowski                                                                          | 8.54 m       | Frank Paschek                                                            | 8.21 m  | Valeriy Podluzhniy                                                 | 8.18 m  |
| Triple salt Detalls            | Jaak Uudmäe                                                                              | 17.35 m      | Víktor Sanéiev                                                           | 17.24 m | João de Oliveira                                                   | 17.22 m |
| Salt d'alçada Detalls          | Gerd Wessig                                                                              | 2.36 m (RM)  | Jacek Wszola                                                             | 2.31 m  | Jörg Freimuth                                                      | 2.31 m  |
| Salt amb perxa Detalls         | Wladyslaw Kozakiewicz                                                                    | 5.78 m (RM)  | Konstantin Volkov                                                        | 5.65 m  | Tadeusz Slusarski                                                  | 5.65 m  |
| Llançament de pes Detalls      | Vladimir Kiselev                                                                         | 21.35 m      | Aleksandr Baryshnikov                                                    | 21.08 m | Udo Beyer                                                          | 21.06 m |
| Llançament de disc Detalls     | Viktor Rashchupkin                                                                       | 66.64 m      | Imrich Bugár                                                             | 66.38 m | Luis Delís                                                         | 66.32 m |
| Llançament de javelina Detalls | Dainis Kūla                                                                              | 91.20 m      | Aleksandr Makarov                                                        | 89.64 m | Wolfgang Hanisch                                                   | 86.72 m |
| Llançament de martell Detalls  | Yuriy Sedykh                                                                             | 81.80 m (RM) | Sergey Litvinov                                                          | 80.64 m | Jüri Tamm                                                          | 78.96 m |
| Decatló Detalls                | Daley Thompson                                                                           | 8495         | Yuriy Kutsenko                                                           | 8331    | Sergey Zhelanov                                                    | 8315    |

RM: rècord mundial
RO: rècord olímpic

### Categoria femenina
| Prova                          | Or                                                                                | Or           | Argent                                                                             | Argent  | Bronze                                                                    | Bronze  |
| 100 m Detalls                  | Lyudmila Kondratyeva                                                              | 11.06        | Marlies Göhr                                                                       | 11.07   | Ingrid Auerswald                                                          | 11.14   |
| 200 m Detalls                  | Bärbel Wöckel                                                                     | 22.03 (RO)   | Natalia Bochina                                                                    | 22.19   | Merlene Ottey                                                             | 22.20   |
| 400 m Detalls                  | Marita Koch                                                                       | 48.88 (RO)   | Jarmila Kratochvílová                                                              | 49.46   | Christina Lathan                                                          | 49.66   |
| 800 m Detalls                  | Nadezhda Olizarenko                                                               | 1:53.43 (RM) | Olga Mineeva                                                                       | 1:54.81 | Tatyana Providokhina                                                      | 1:55.46 |
| 1.500 m Detalls                | Tatyana Kazankina                                                                 | 3:56.56 (RO) | Christiane Wartenberg                                                              | 3:57.71 | Nadezhda Olizarenko                                                       | 3:59.52 |
| 100 m tanques Detalls          | Vera Komisova                                                                     | 12.56 (RO)   | Johanna Schaller-Klier                                                             | 12.63   | Lucyna Langer                                                             | 12.65   |
| 4x100 m relleus Detalls        | RDARomy Müller · Bärbel Wöckel · Ingrid Auerswald · Marlies Göhr                  | 41.60 (RM)   | Unió SovièticaVera Komisova · Liudmila Zharkova · Vera Anisimova · Natalia Bochina | 42.10   | Regne UnitHeather Hunte Kathy Smallwood Beverley Goddard Sonia Lannaman   | 42.43   |
| 4x400 m relleus Detalls        | Unió SovièticaT. Prorochenko · Tatyana Goishchik · Nina Ziuskova · Irina Nazarova | 3:20.12      | RDABarbara Krug · Gabriele Löwe · Christina Lathan · Marita Koch                   | 3:20.35 | Regne UnitLinsey MacDonald Michelle Probert Joslyn Hoyte Janine MacGregor | 3:27.74 |
| Salt de llargada Detalls       | Tatyana Kolpakova                                                                 | 7.06 m       | Brigitte Wujak                                                                     | 7.04 m  | Tatyana Skachko                                                           | 7.01 m  |
| Salt d'alçada Detalls          | Sara Simeoni                                                                      | 1.97 m       | Urszula Kielan                                                                     | 1.94 m  | Jutta Kirst                                                               | 1.94 m  |
| Llançament de pes Detalls      | Ilona Slupianek                                                                   | 22.41 m (RO) | Svetlana Krachevskaia                                                              | 21.42 m | Margitta Droese-Pufe                                                      | 21.20 m |
| Llançament de disc Detalls     | Evelin Jahl                                                                       | 69.96 m      | Maria Vergova                                                                      | 67.90 m | Tatyana Lesovaya                                                          | 67.40 m |
| Llançament de javelina Detalls | María Colón                                                                       | 68.40 m      | Saida Gunba                                                                        | 67.76 m | Ute Hommola                                                               | 66.56 m |
| Pentatló Detalls               | Nadezhda Tkachenko                                                                | 5083 (RM)    | Olga Rukavishnikova                                                                | 4937    | Olga Kuragina                                                             | 4875    |

RM: rècord mundial
RO: rècord olímpic

## Medaller
| Posició | País           | Or | Argent | Bronze | Total |
| 1       | Unió Soviètica | 15 | 14     | 12     | 41    |
| 2       | RDA            | 11 | 8      | 10     | 29    |
| 3       | Regne Unit     | 4  | 2      | 4      | 10    |
| 4       | Itàlia         | 3  | 0      | 1      | 4     |
| 5       | Polònia        | 2  | 4      | 1      | 7     |
| 6       | Etiòpia        | 2  | 0      | 2      | 4     |
| 7       | Cuba           | 1  | 2      | 1      | 4     |
| 8       | Tanzània       | 0  | 2      | 0      | 2     |
| 8       | Txecoslovàquia | 0  | 2      | 0      | 2     |
| 10      | Bulgària       | 0  | 1      | 1      | 2     |
| 10      | Finlàndia      | 0  | 1      | 1      | 2     |
| 12      | Austràlia      | 0  | 1      | 0      | 1     |
| 12      | Espanya        | 0  | 1      | 0      | 1     |
| 12      | Països Baixos  | 0  | 1      | 0      | 1     |
| 15      | Jamaica        | 0  | 0      | 2      | 2     |
| 16      | Brasil         | 0  | 0      | 1      | 1     |
| 16      | França         | 0  | 0      | 1      | 1     |